# Maria Milza dos Santos Fonseca
Serva de Deus Maria Milza dos Santos Fonseca (Itaberaba, 15 de agosto de 1923 – 17 de dezembro de 1993), também conhecida como Mãezinha, foi uma agricultora brasileira.

## Biografia
Maria Milza nasceu no povoado de Alagoas, em Itaberaba, Bahia em 15 de agosto de 1923, filha caçula dos 12 filhos de Theotônio Ferreira da Fonseca, carpinteiro, marceneiro e ferreiro, e de Tereza Santos Fonseca, dona de casa. Desde jovem, Maria Milza demonstrava um espírito extraordinário de caridade e devoção à fé católica, características que moldaram sua vida e deixaram um legado espiritual profundamente enraizado na região. Crescendo em uma comunidade rural e humilde, Maria Milza aprendeu desde cedo a importância da partilha e da solidariedade. Mesmo com poucos recursos, fazia questão de ajudar os mais necessitados. Segundo relatos de seus familiares, sua infância e juventude foram marcadas pela caridade, sendo muito atenta às necessidades alheias, especialmente as dos doentes. Era notável sua disposição em cuidar de enfermos, não se deixando intimidar pela natureza da doença, fosse ela simples ou grave.
Desde adolescente, empenhava-se em organizar campanhas para arrecadar fundos a fim de comprar mantimentos e remédios para os necessitados e doentes, sendo que ela mesma ia realizar as compras. Maria Milza também dedicava atenção às crianças, seja introduzindo-as no caminho religioso, seja na dimensão lúdica, promovendo diversas brincadeiras aos domingos e sempre criando algo para alegrar os pequenos da vizinhança. Embora tenha crescido em um ambiente rural, seu trabalho sempre envolveu auxiliar a mãe nas tarefas domésticas e, principalmente, ajudar os necessitados.
Ainda jovem, aprendeu a tricotar com uma professora de Salvador e confeccionava muitas peças para doar. Além disso, possuía grande vocação e habilidade para cuidar de doentes, o que a levou, quando jovem adulta, a Salvador para ser cuidadora de uma senhora conhecida da família. Contudo, essa experiência durou pouco, e logo retornou ao interior, passando um período na fazenda de seu tio Severo, onde aprendeu a bordar, com o intuito de obter recursos para auxiliar os necessitados através da venda de seus trabalhos. Foi nesse período que começaram os relatos dos primeiros milagres atribuídos às suas preces a Nossa Senhora. O primeiro relato, muitas vezes despercebido, foi a cura de um menino, filho de um empregado de seu tio. O menino estava acamado, e a família se preparava para levá-lo ao médico na cidade, quando Maria Milza pediu para vê-lo, rezou uma Ave-Maria e o menino ficou curado. Com o fenômeno e os relatos das curas, muitos foram os peregrinos que se dirigiam ao povoado de Alagoas. Deste lugar, muitas graças iam sendo alcançadas. Diante dessa realidade, Maria Milza sempre atribuía essas graças à intercessão de Nossa Senhora das Graças e nunca a ela própria. Pelo contrário, sempre quando alguém falava que ela tinha feito um milagre, ela logo corrigia: “Foi a intercessão de Nossa Senhora.”

Milza visitando Irmã Dulce, já muito doente e acamada, em setembro de 1990

Apesar de terem se encontrado poucas vezes, registros indicam afinidade espiritual entre Maria Milza e Irmã Dulce. Entre os dias 19 e 21 de setembro de 1990, Maria Milza visitou Irmã Dulce quando esta já estava muito doente e acamada. Ambas compartilhavam uma espiritualidade voltada ao cuidado com os pobres e ao serviço à comunidade, sendo reconhecidas como referências de amor e solidariedade.
Maria Milza morreu em 17 de dezembro de 1993, aos 70 anos. Ela foi sepultada na capela de Santo Antônio, no povoado de Alagoas. A residência onde morava, conhecida como Casa de Mãezinha, hoje é um memorial e recebe devotos que relatam graças alcançadas por sua intercessão.
Em fevereiro de 2025, o Vaticano autorizou o processo de beatificação, e ela passou a ser chamada de Serva de Deus.